# Schlagzeilen (Magazin)

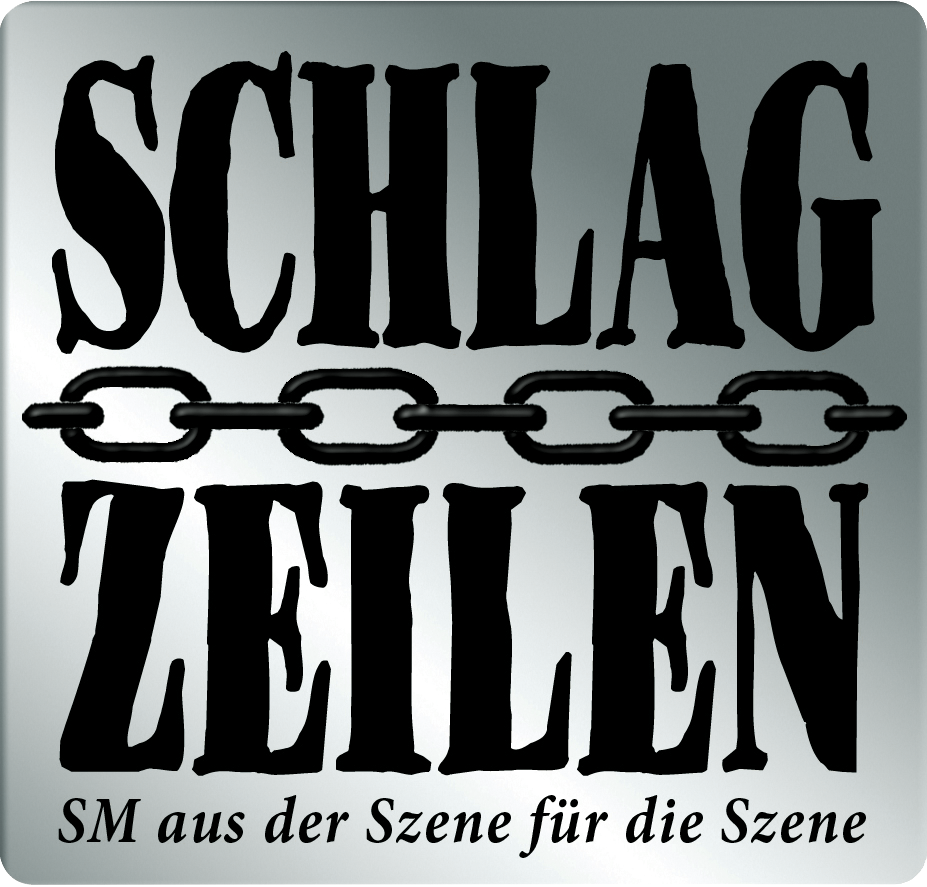
Logo des Charon-Verlags und der Schlagzeilen

Schlagzeilen ist eine regelmäßig erscheinende deutsche BDSM-Zeitschrift, herausgegeben vom Charon-Verlag in Hamburg. Das Magazin gilt als das bedeutendste seiner Art im deutschsprachigen Raum.

## Inhalte
Die Zeitschrift erscheint im zweimonatlichen Turnus und enthält neben Fotos und Kurzgeschichten Nachrichten aus der BDSM-Szene, Buchvorstellungen, ein wechselndes Schwerpunktthema und weitere redaktionelle Artikel, überwiegend von Lesern des Magazins. Früher enthielt ein Beihefter eine Liste der BDSM-Stammtische sowie einen Terminkalender. Das ist inzwischen ins Heft gewandert, genau wie die Beilage des „Non-consensual“-Magazins der Sklavenzentrale, eines BDSM-Internetforums, das sich einem weiteren Schwerpunktthema widmet.
Seit 2010 ist die Kriminalpsychologin und Schriftstellerin Lydia Benecke regelmäßige Kolumnistin für die Schlagzeilen tätig. Weitere Kolumnistinnen waren bzw. sind die Autorinnen Irena Böttcher, Hera Delgado, Jana Feuerbach (unter dem Namen Nayeli Irkalla) und Apollonia. Seit 2017 ist auch Luci van Org als Kolumnistin tätig.

## Geschichte
Ursprünglich das Zentralorgan des SM-Sündikats Hamburg, der ersten offenen SM-Gruppe Deutschlands, wurde es schnell kommerziell und zu einem der zentralen Magazine der deutschsprachigen BDSM-Subkultur. Die erste Ausgabe erschien im November 1988 in einer Auflage von 200 Heften. Gegründet wurde das Magazin unter anderem von Jan P. Scheu. Ab Heft zwei kam Geli Maaß dazu, 1990 ab Heft sieben Matthias T. J. Grimme. Andere Mitarbeiter sind Ancilla Hirsch, Roland Hardtke und Ana Schwarz, Heico Linke und Peter Koschnick. Die ersten Schlagzeilen wurden auf der Schreibmaschine hergestellt. Später wurden Schwarz-Weiß-Fotos aufgenommen, die dann auch in Farbe aufgenommen und abgedruckt wurden. Die grafischen Verzierungen und Logos wurden von Frank Behnsen und Peter Bolz entworfen.
Die Schlagzeilen brachten 1993 einen Kalender mit Bildern des Fotografen ToKo heraus. Im Januar 1993 traten mehrere Redakteure des Magazins in der nach Hans Meiser benannten Talkshow auf, weitere Auftritte unter anderem bei Alfred Biolek folgten. Außerdem war ein Großteil der Redaktion in der Folge Unter deutschen Dächern – Das soll Liebe sein? zu sehen.

## Selbstverständnis
Die Schlagzeilen „kämpfen für ein Recht auf Schmerz und gesellschaftliche Akzeptanz“. Das ehemalige Medium der Selbsthilfe einer kleinen Gruppe hat sich seit der Gründung als stimmgebend für eine Szene verstanden.

„Die Schlagzeilen bitten nicht um Verständnis für unverstandene sexuelle Minderheiten, sondern fordern das Recht ein, Teil einer Kultur zu sein, die einfach anders ist.“

## Politische Arbeit
Ein Teil der Redaktion des Magazins ist auch im „Arbeitskreis Öffentlichkeitsarbeit“ der Bundesvereinigung Sadomasochismus e. V. (BVSM) engagiert.
Darüber hinaus Mitglied der Deutschen Gesellschaft für Sozialwissenschaftliche Sexualforschung.

## Rezeption
Die taz nannte die Schlagzeilen zum 25. Geburtstag des Magazins das „wichtigste deutschsprachige Medium der Szene“. Es sei ein „Mix aus Erotik und Ratgeberliteratur“.

## Vertrieb und Auflage
Das Magazin wird primär über Fachhandel und Versand vertrieben, außerdem ist es bei vielen BDSM-Stammtischen erhältlich. Die Zeitschriftenkennung der Schlagzeilen lautet ISSN 0948-6941. Im Jahr 2000 lag die Gesamtauflage bei ca. 7200 Stück, 2010 bei ca. 4000 Stück, und seit 2017 sind es noch 2000 Stück. Seit Heft 82 im August 2005 versuchen die Schlagzeilen, mit der Serie „Junge Wilde“ vermehrt junge Autoren anzusprechen.